# ATP Osaka
Das ATP-Turnier von Osaka (offiziell Salem Open) war ein Herren-Tennisturnier, das in den Jahren 1993 und 1994 in Osaka, Japan ausgetragen wurde.

## Geschichte
Veranstaltungsort war das Esaka Tennis Center, gespielt wurde auf Outdoor-Hartplätzen. Die Salem Open ersetzten das Turnier von Singapur im Veranstaltungskalender der ATP Tour. Der Bewerb wurde Ende März ausgetragen und lief im Rahmen der ATP World Series, der Vorgängerserie der ATP World Tour 250.

## Siegerliste
Weder im Einzel noch im Doppel ist es einem Spieler gelungen, beide Austragungen des Turniers zu gewinnen.

### Einzel
| Jahr | Sieger        | Finalgegner   | Finalergebnis |
| ---- | ------------- | ------------- | ------------- |
| 1994 | Pete Sampras  | Lionel Roux   | 6:2, 6:2      |
| 1993 | Michael Chang | Amos Mansdorf | 6:4, 6:4      |

### Doppel
| Jahr | Sieger                         | Finalgegner                  | Finalergebnis |
| ---- | ------------------------------ | ---------------------------- | ------------- |
| 1994 | Martin Damm Sandon Stolle      | David Adams Andrei Olchowski | 6:4, 6:4      |
| 1993 | Mark Keil Christo van Rensburg | Glenn Michibata David Pate   | 7:6, 6:3      |